# Metepeira petatlan
Metepeira petatlan là một loài nhện trong họ Araneidae.
Loài này thuộc chi Metepeira. Metepeira petatlan được miêu tả năm 2001 bởi Piel.